# Girlfriend in a Coma (roman)
Girlfriend in a Coma är en roman av Douglas Coupland (1998), vars titel ursprungligen är namnet på en låt från 1987 av bandet the Smiths.
Romanen berättar om en grupp ungdomar som växer upp i Vancouver, British Columbia, Kanada i slutet på 1970-talet. Under en särskilt tumultartad festkväll faller en av huvudpersonerna Karen, i koma. Inte nog med det; hon tycktes ha anat det själv, för pojkvännen Richard hade samma kväll fått ett brev som han endast skulle öppna ifall något hemskt kom att ske. I brevet beskrev Karen drömmar om en mörk, karg, dystopisk framtid som gjorde att hon hellre ville sova i tusen år. 
Boken är indelad i tre delar: 
1. Karen i koma
2. Karens återkomst till världen
3. Apokalypsen där endast vännerna finns kvar i en insomnad värld.

| ”                                         | Girlfriend wasn’t a consciously planned book. It pretty well erupted out of me. I started writing it at the start of 1996, during what was probably the darkest period of my life. I’d just returned in December 1995 from that disastrously exhausting European tour. | „ |
| – Coupland, i ett brev skrivet till media | |   |